# 허재원 (바둑 기사)
허재원(許才源, 2006년 9월 9일 ~ )은 대한민국의 바둑 기사이다.

## 약력
서울 출신으로 한종진 바둑도장 문하생으로 들어가 한종진, 조한승, 한상훈, 김세동 사범에게 바둑 지도를 받았다. 2021년 6월, 제16회 영재입단대회에서 2006년생 동갑내기 김승진과 함께 입단했다. 같은 해 제2기 이붕배 신예 최고위전 에서 본선 32강에 진출했다.
2022년, 제7기 미래의 별 신예최강전 본선 32강과 제10기 하찬석 국수배 영재최강전 16강에 올랐으며 2단으로 승단했다. 2024년 1월, 3단으로 승단했다.